# Kenneth Stanley Reightler
Kenneth Stanley Reightler (Naval Air Station Patuxent River, Maryland, 1951. március 24.–) amerikai űrhajós.

## Életpálya
1973-ban a Haditengerészeti Akadémián (USAF Academy) repülőmérnöki diplomát kapott. 1974-ben kapott repülőgép-vezetői jogosítványt. Szolgálati repülőgépe a P–3C volt. Több külföldi légibázison teljesített szolgálatot. 1978-ban tesztpilóta-képzésben részesült. Tesztrepülőgépei a P–3, az S–3 és a T–39 típusváltozatai voltak. 1981-től az USS Dwight D. Eisenhower (CVN–69) fedélzetén összekötő, valamint fedélzeti indító tiszt. 1984-ben az University of Southern California keretében rendszermenedzsment-ismeretekből szerzett oklevelet. F/A–18 Hornet vadászbombázó-képzésben részesült. 1985-1987 között tesztpilóta-oktató. Több mint 5000 órát tartózkodott a levegőben (repülő, űrrepülő), több mint 60 különböző típusú repülőgépen repült, illetve tesztelt.
1987. június 5-től a Lyndon B. Johnson Űrközpontban részesült űrhajóskiképzésben. Kiképzett űrhajósként az Űrhajózási Iroda megbízásából az űrállomási ágazat, valamint a küldetések támogatási ágazatának vezetője. Tagja volt több támogató (tanácsadó, problémamegoldó) csapatnak. Két űrszolgálata alatt összesen 13 napot, 15 órát és 36 percet (327 óra) töltött a világűrben. Űrhajós pályafutását 1995 júliusában fejezte be. 1995-től a Lockheed Martin (Houston, Texas) űrtevékenységet támogató vállalat programmenedzsere, 2001 szeptembere óta alelnöke, 2006-tól pedig elnöke.

## Űrrepülések
- STS–48, a Discovery űrrepülőgép 13. repülésének pilótája. Pályairányba állították az UARS légkörkutató műholdat. Egy űrszolgálata alatt összesen 5 napot, 8 órát és 27 percet (129 óra) töltött a világűrben. 3 530 369 kilométert (2 193 670 mérföldet) repült, 81 kerülte meg a Földet.
- STS–60, a Discovery űrrepülőgép 18. repülésének pilótája, ez az első közös amerikai/orosz űrsikló-küldetés, a legénységben orosz küldetésfelelősként Szergej Konsztantyinovics Krikaljov repült. Az amerikai SpaceHab (SpaceHab–2) mikrogravitációs laboratóriumban orvosi és anyagtudományi kísérleteket végeztek. Reightler ezen űrszolgálata alatt összesen 8 napot, 7 órát és 9 percet (199 óra) töltött a világűrben. 5 535 667 kilométert (3 439 704 mérföldet) repült, 130  alkalommal kerülte meg a Földet.